# Ipswich (Australia)
Ipswich es un centro urbano en el sureste de Queensland, Australia. Se encuentra sobre el valle del río Bremer, a unos 40 kilómetros al oeste del CBD de Brisbane. La localidad del mismo nombre forma su Distrito Central de Actividades y centro administrativo y de negocios. Ipswich es el centro administrativo de la ciudad de Ispwich, entre ambos reúnen una población estimada de 180 000 habitantes.
La localidad fue una vez una ciudad de tamaño considerable en sí misma, pero hoy en día se ha visto absorbida en el área metropolitana de Brisbane debido a la expansión urbana de esta última, y para fines estadísticos es incluida como parte de Brisbane. No obstante, continúa siendo una importante área industrial y comercial, y actualmente está siendo el objeto de una renovación importante de sus sistema de transporte, el cual fue planeado inicialmente en la Ipswich Regional Centre Strategy.
Ipswich comenzó como un asentamiento minero y fue proclamado como municipalidad el 2 de marzo de 1860, convirtiéndose en ciudad en 1904.
En nueve suburbios de Ipswich se ha instalado una red de cámaras Safe City, y se prevé que en los próximos años se instalen más. 180 cámaras son monitoreadas las veinticuatro horas del día, siete días a la semana, desde una instalación ubicada dentro del CBD. El Ipswich City Council Safe City Monitoring Facility ha recibido a representantes policiales de agencias de los Países Bajos, Taiwán, el Reino Unido y aproximadamente veinticinco autoridades locales de toda Australia para inspeccionar el sistema de monitoreo.
Actualmente existen planes para construir la mayor planta eléctrica de gas de Australia en la ciudad de Ipswich, además de otras dos plantas eléctricas de gas.

## Historia

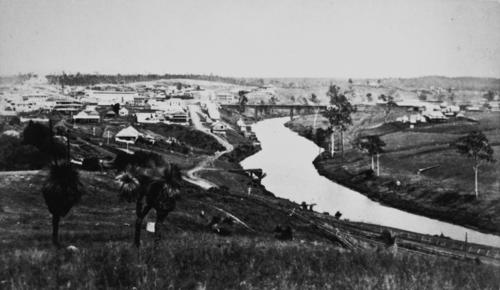
El río Bremer e Ipswich en 1872

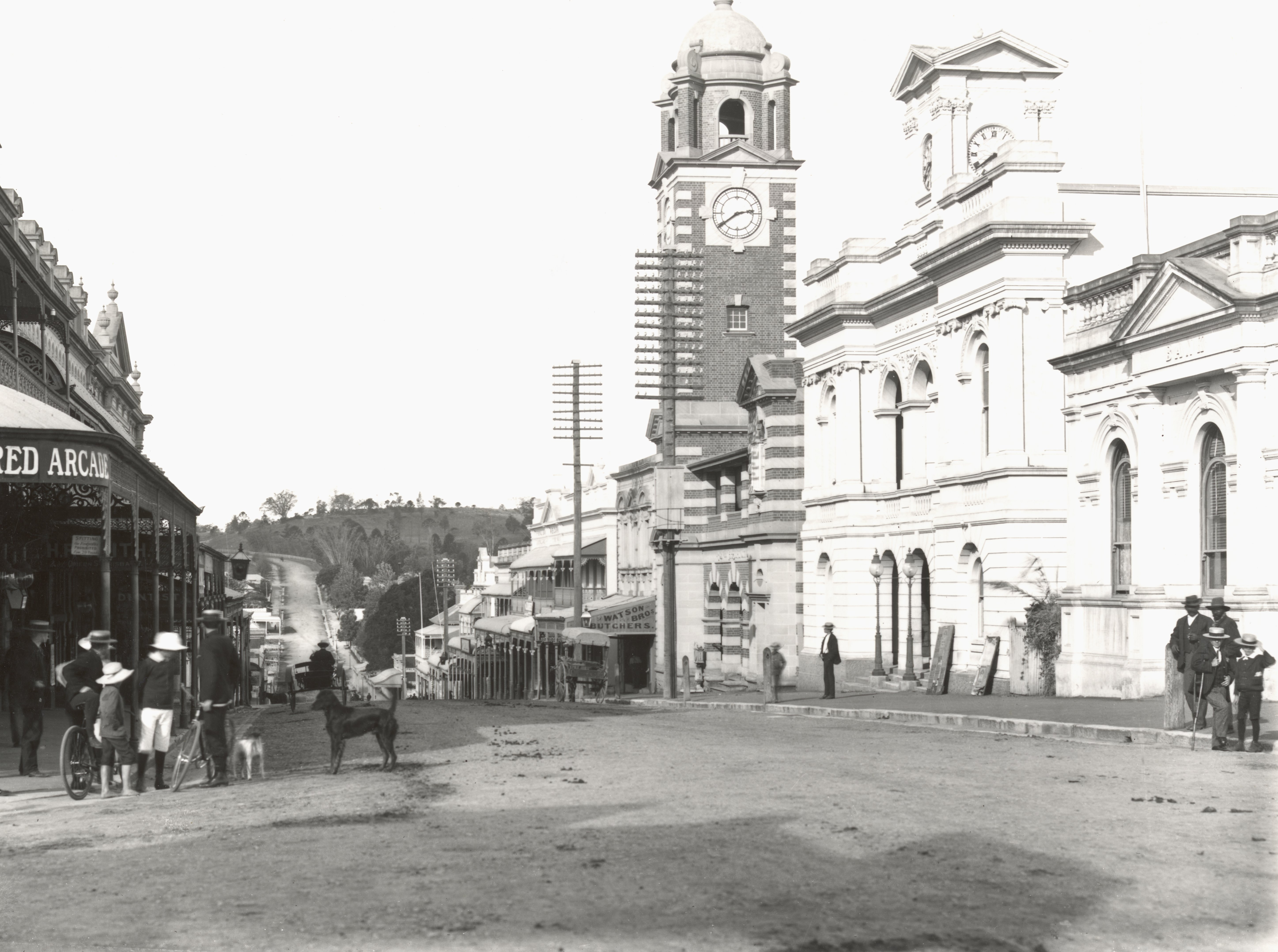
Calle Brisbane aproximadamente a principios del.

Antes de la llegada de los colonos europeos, en lo que hoy en día es conocido como Ipswich vivían muchos grupos lingüísticos aborígenes, entre ellos las tribus Warpai, Yuggera y Ugarapul. El área que fue explorada inicialmente por los colonos europeos en 1826, cuando el Capitán Patrick Logan, comandante de la colonial penal de la Bahía de Moreton, navegó hacia el interior del río Brisbane y descubrió grandes depósitos de piedra caliza y otros minerales.
El pueblo comenzó como un asentamiento minero de piedra caliza y rápidamente creció hasta convertirse en un importante puerto interior. Ipswich recibió inicialmente el nombre de Limestone (en español, caliza), sin embargo en 1843 fue renombrado en honor al pueblo de Inglaterra, Ipswich. La población era de 932 en 1851 y para 1856 había alcanzado los 2459 habitantes. En 1858 se convirtió en una municipalidad. Ipswich fue uno de los principales candidatos para convertirse en la capital de Queensland, pero su candidatura fue rechazada en favor de Brisbane en 1859. Fue proclamada ciudad en 1904.
En 1827 los primeros convictos y supervisores llegaron para explotar el área. El pueblo que fue construido alrededor de esta industria fue conocido como Limestone y es recordado por una de las muchas calles principales del centro de Ipswich. En 1843, el asentamiento se convirtió oficialmente en Ipswich. El cambio de nombre fue propuesto por el agrimensor Henry Wade y aprobado por Sir George Gipps, un soldado y Gobernador de Nueva Gales del Sur. El pueblo de Ipswich en England se llamó en Gipeswic en su momento, palabra derivada del inglés antiguo que significa "lugar de trabajo cerca del agua".
A partir de los años 1840, Ipswich se convirtió en un importante puerto fluvial para las crecientes industrias locales como la del carbón y la de la lana de Darling Downs, así que se creó un servicio regular de barco de ruedas desde Brisbane Town, 'The Experiment', establecido en 1846. Éste, junto a otros servicios de barcos a vapor, continuó siendo le medio de transporte para grandes cargas entre las dos ciudades hasta 1876, cuando la construcción del Puente Albert, el cual cruza el río Brisbane en Indooroopilly, completó la línea férrea entre Ipswich y Brisbane en 1873.
El Padre William McGinty, originario de Irlanda del Norte, se hizo cargo de la Parroquia Católica de Ipswich en 1852 e hizo construir la primera iglesia de Santa María. Este edificio fue descrito como un "tosco edificio de losa de pequeñas dimensiones, sin ventanas de vidrio, solo postigos". Esta iglesia fue demolida más adelante y reemplazada por un "hermoso edificio de piedra de diseño gótico" según indicó un miembro de la comunidad. La antigua iglesia de Santa María costó £7000 in 1862.
Ipswich fue proclamada municipalidad el 2 de marzo de 1860 y se convirtió en ciudad en 1904. La ciudad ha sido azotada por peligrosas inundaciones en varias ocasiones, siendo la más importante la inundación de Brisbane de 1893, la cual llevó el agua hasta una altura máxima de 24,5 metros, y más recientemente la inundación de Brisbane de 1974, alcanzando un máximo de 20,7 metros. En total, 8500 casas se inundaron en Ipswich y Brisbane.
En los años 1980 y 1990, cuando las tierras en los alrededores de Brisbane se desarrollaron por completo, y se volvió muy cara para la construcción de casas, muchas propiedades de gran extensión se han vuelto atractivas para compradores en Ipswich debido a sus precios más bajos y lotes más extensos. Este nuevo tipo de propiedad ha aparecido en Goodna, Brassall, Springfield Lakes, Collingwood Park, Redbank Plains, Karalee, Barellan Point y Chuwar. La primera comunidad planificada en el sureste de Queensland fue creada posteriormente en Springfield.

## Clima
Ipswich cuenta con un clima húmedo subtropical (clasificación de Köppen Cfa) con veranos calientes y húmedos e inviernos templados a cálidos con temperaturas frescas durante la noche.
| Parámetros climáticos promedio de Ipswich-Amberley Air Base | Parámetros climáticos promedio de Ipswich-Amberley Air Base | Parámetros climáticos promedio de Ipswich-Amberley Air Base | Parámetros climáticos promedio de Ipswich-Amberley Air Base | Parámetros climáticos promedio de Ipswich-Amberley Air Base | Parámetros climáticos promedio de Ipswich-Amberley Air Base | Parámetros climáticos promedio de Ipswich-Amberley Air Base | Parámetros climáticos promedio de Ipswich-Amberley Air Base | Parámetros climáticos promedio de Ipswich-Amberley Air Base | Parámetros climáticos promedio de Ipswich-Amberley Air Base | Parámetros climáticos promedio de Ipswich-Amberley Air Base | Parámetros climáticos promedio de Ipswich-Amberley Air Base | Parámetros climáticos promedio de Ipswich-Amberley Air Base | Parámetros climáticos promedio de Ipswich-Amberley Air Base |
| Mes                                                         | Ene.                                                        | Feb.                                                        | Mar.                                                        | Abr.                                                        | May.                                                        | Jun.                                                        | Jul.                                                        | Ago.                                                        | Sep.                                                        | Oct.                                                        | Nov.                                                        | Dic.                                                        | Anual                                                       |
| ----------------------------------------------------------- | ----------------------------------------------------------- | ----------------------------------------------------------- | ----------------------------------------------------------- | ----------------------------------------------------------- | ----------------------------------------------------------- | ----------------------------------------------------------- | ----------------------------------------------------------- | ----------------------------------------------------------- | ----------------------------------------------------------- | ----------------------------------------------------------- | ----------------------------------------------------------- | ----------------------------------------------------------- | ----------------------------------------------------------- |
| Temp. máx. abs. (°C)                                        | 44.3                                                        | 42.6                                                        | 38.9                                                        | 36.8                                                        | 33.3                                                        | 29.1                                                        | 29.6                                                        | 36.4                                                        | 39.2                                                        | 41.1                                                        | 42.1                                                        | 43.8                                                        | 44.3                                                        |
| Temp. máx. media (°C)                                       | 31.1                                                        | 30.4                                                        | 29.3                                                        | 27.2                                                        | 24.0                                                        | 21.6                                                        | 21.2                                                        | 22.7                                                        | 25.5                                                        | 27.7                                                        | 29.4                                                        | 30.8                                                        | 26.8                                                        |
| Temp. mín. media (°C)                                       | 19.6                                                        | 19.5                                                        | 17.7                                                        | 14.0                                                        | 10.0                                                        | 7.0                                                         | 5.3                                                         | 6.2                                                         | 9.5                                                         | 13.4                                                        | 16.3                                                        | 18.4                                                        | 13.1                                                        |
| Temp. mín. abs. (°C)                                        | 11.6                                                        | 11.1                                                        | 6.7                                                         | 1.0                                                         | -3.1                                                        | -4.3                                                        | -4.8                                                        | -4.9                                                        | -0.2                                                        | 2.1                                                         | 4.9                                                         | 6.8                                                         | -4.9                                                        |
| Precipitación total (mm)                                    | 116.5                                                       | 122.4                                                       | 82.8                                                        | 56.0                                                        | 52.9                                                        | 46.1                                                        | 39.1                                                        | 28.8                                                        | 33.3                                                        | 74.2                                                        | 81.7                                                        | 121.4                                                       | 854.8                                                       |
| Días de precipitaciones (≥ 1 mm)                            | 10.9                                                        | 11.9                                                        | 11.3                                                        | 8.0                                                         | 7.7                                                         | 6.3                                                         | 6.5                                                         | 5.7                                                         | 5.9                                                         | 8.8                                                         | 9.3                                                         | 10.6                                                        | 102.9                                                       |
| Humedad relativa (%)                                        | 67                                                          | 70                                                          | 71                                                          | 72                                                          | 76                                                          | 77                                                          | 74                                                          | 68                                                          | 62                                                          | 60                                                          | 60                                                          | 63                                                          | 68                                                          |
| Fuente: Bureau of Meteorology                               |                                                             |                                                             |                                                             |                                                             |                                                             |                                                             |                                                             |                                                             |                                                             |                                                             |                                                             |                                                             |                                                             |

## Economía

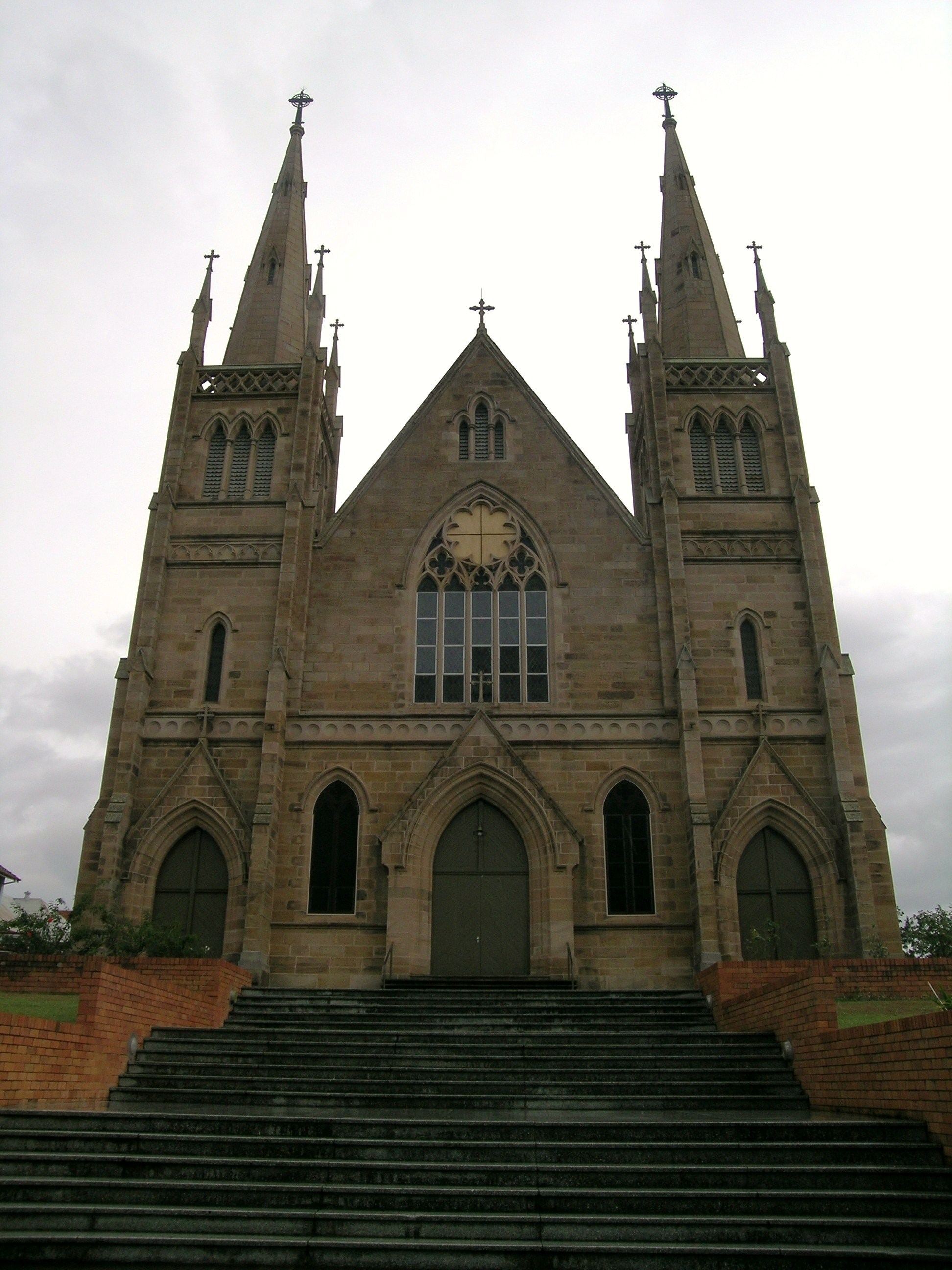
Iglesia Católica de Santa María, Ipswich, Queensland.

Ipswich es un importante centro minero, en particular de carbón. La ciudad es la 'la cuna de la extracción de carbón en Queensland'. Otras industrias manufactureras secundarias de importancia incluyen la cerámica, aserraderos, mataderos y fundiciones, además de ser una zona rica en agricultura.
Ipswich también alberga la Base Amberley de la RAAF, la base operacional más grande de la Real Fuerza Aérea Australiana. En la actualidad, RAAF Amberley es la base de los escuadrones No. 1 y No. 6 de la RAAF, que vuelan Boeing F/A-18F Super Hornet. El escuadrón n.º 36, que opera naves de transporte C-17 Globemaster III, también está establecido en Amberley. Además, existe un número de unidades de apoyo terrestre que radican en Amberley. La base aérea está siendo expandida y eventualmente también albergará al Escuadrón n.º 33 (de transportadores de tanques Airbus A330 MRTT) y varias unidades del Ejército.
En la ciudad también se encuentra un campus de la Universidad de Queensland; se celebran las carreras de caballos de Ipswich Cup, una de las carreras que atraen mayor número de espectadores en el estado; y se ubica The Workshops Railway Museum, un museo que conmemora la primera línea férrea en Queensland, que iba de Ipswich a Granchester, aproximadamente a unos 25 kilómetros al oeste. La actual estación de Ipswich es un importante centro de transporte.
Un importante complejo comercial está siendo desarrollado en el suburbio oriental de Springfield. Acompañando a este está un campus satélite de la Universidad del Sur de Queensland, la cual cuenta con su campus principal en Toowoomba. El centro comercial Redbank Plaza recientemente añadió ocho cines además de un cuarto piso de tiendas. Fuera del centro de Ipswich y Springfield, se están desarrollando tres centros comerciales y de servicios, Brassall y Karalle en el norte, Yamanto en el sur, y Booval en el centro este.

## Viviendas

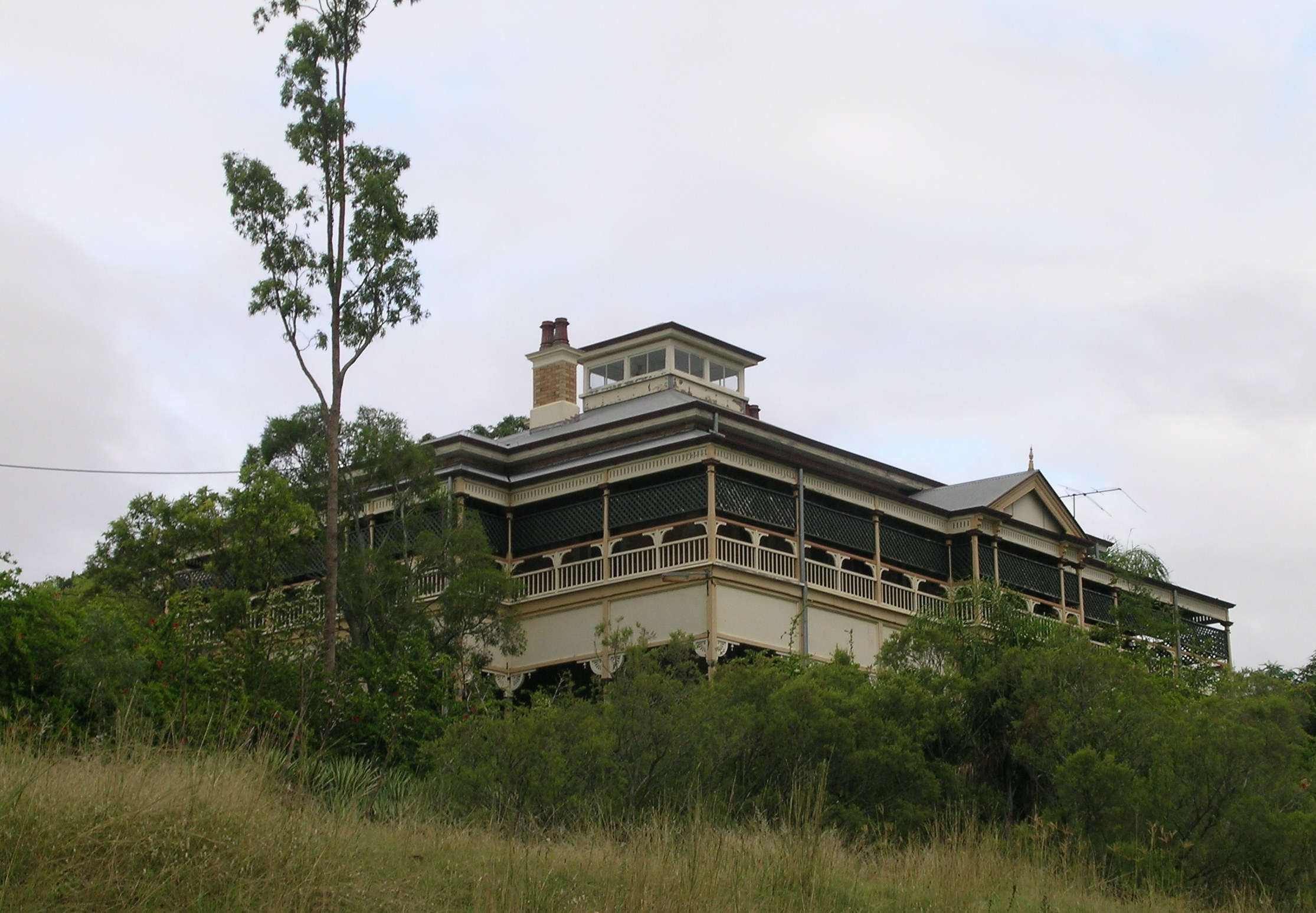
Estilo arquitectónico de Queensland, Ipswich, QLD

El estilo tradicional de los hogares en Ipswich siembre ha sido de una casa separada en tierra, y es representado frecuentemente en las pinturas de D'Arcy Doyle; sin embargo, esto está cambiando a medida que la demanda de viviendas y el deseo de vivir más cerca de otros servicios e instalaciones se incrementa. Nuevas propiedades y suburbios están siendo planificados y construidos en la sección sureste de la ciudad al igual que el Valle de Ripley.

## Infraestructura

### Salud
El Hospital de Ipswich (en inglés, Ipswich Hospital) es el principal hospital de la ciudad. El Hospital Privado de St. Andrew (en inglés, St Andrew's) es el único hospital privado importante de la ciudad.

### Transporte
El principal modo de transporte en Ipswich es el vehículo privado. Ipswich también tiene acceso directo a la Autopista Ipswich (que conecta con Brisbane); la Autopista Cunningham (que conecta con Warwick); la Autopista Warrego (que conecta con Toowoomba); y la Autopista Centenary (que conecta a Springfield y el Valle de Ripley con Brisbane).
La estación de trenes de Ipswich es un importante centro de transporte férreo. La línea electrificada que va desde Ipswich hasta el CBD de Brisbane a través de los suburbios occidentales de la ciudad es conocida como la Línea de Ipswich. La Línea de Rosewood también está electrificada y continúa hasta el oeste a través de los suburbios occidentales de Ipswich hasta el pueblo de Rosewood. Ambas líneas son operadas por Queensland Rail. Una línea férrea ha sido propuesta para que vaya desde Ipswich hasta Yamanto y Ripley, eventualmente conectándose con la línea de Springfield. The Westlander, operada por Traveltrain para en la Estación de Ipswich dos veces por semana en su viaje hacia y desde Charleville y las paradas a lo largo del camino incluyen a Toowoomba.
Ipswich también es el centro de una gran red de buses. Westside Buslines es la compañía de buses más importante en Ipswich, conectando todos los alrededores con el CBD de Ipswich; Springfield; o Forest Lake (en Brisbane). También operan servicio a nombre de Queensland Rail a Fernvale, Lowood, Coominya, Esk y Toogoolawah. Southern Cross Citilink es un bus que opera entre Ipswich y Indooroopilly pasando por Riverlink, Karalee, Chuwar, Karana Downs, Anstead, y Kenmore. Bus Queensland Lockyer Valley ofrece servicios de bus en nombre de Queensland Rail a Gatoon y Helidon. Existe un servicio expreso de buses al Aeropuerto de Brisbane desde Ipswich en forma regular. Greyhound Australia ofrece servicios directos a Toowoomba, Mount Isa, Charleville, Sídney y Melbourne desde el Ipswich Transit Centre. Crisp coaches ofrece servicios diarios directos desde y hacia Warwick y Stanthorpe.
No existen una infraestructura muy desarrollada para bicicletas en Ipswich; aunque sí existen algunos caminos con vías señaladas para bicicletas, hay pocas vías segredadas para las mismas. Un sendero de 65 kilómetros conecta a Ipswich con Boonah, el cual incluirá caminos para caminar a pie y para ir en bicicleta, actualmente se encuentra en construcción. Una nueva ciclovía ha sido creada en Brassall. Esta tiene 2,6 kilómetros de longitud y conecta los suburbios de Brassall y North Ipswich. Se están construyendo incluso más ciclovías, como una que conectará con la Escuela Secundaria Redbank Plains y otra que utilizará la antigua línea de tren del Valle de Brisbane para conectar Wulkuraka con Blackbutt.

### Servicios básicos

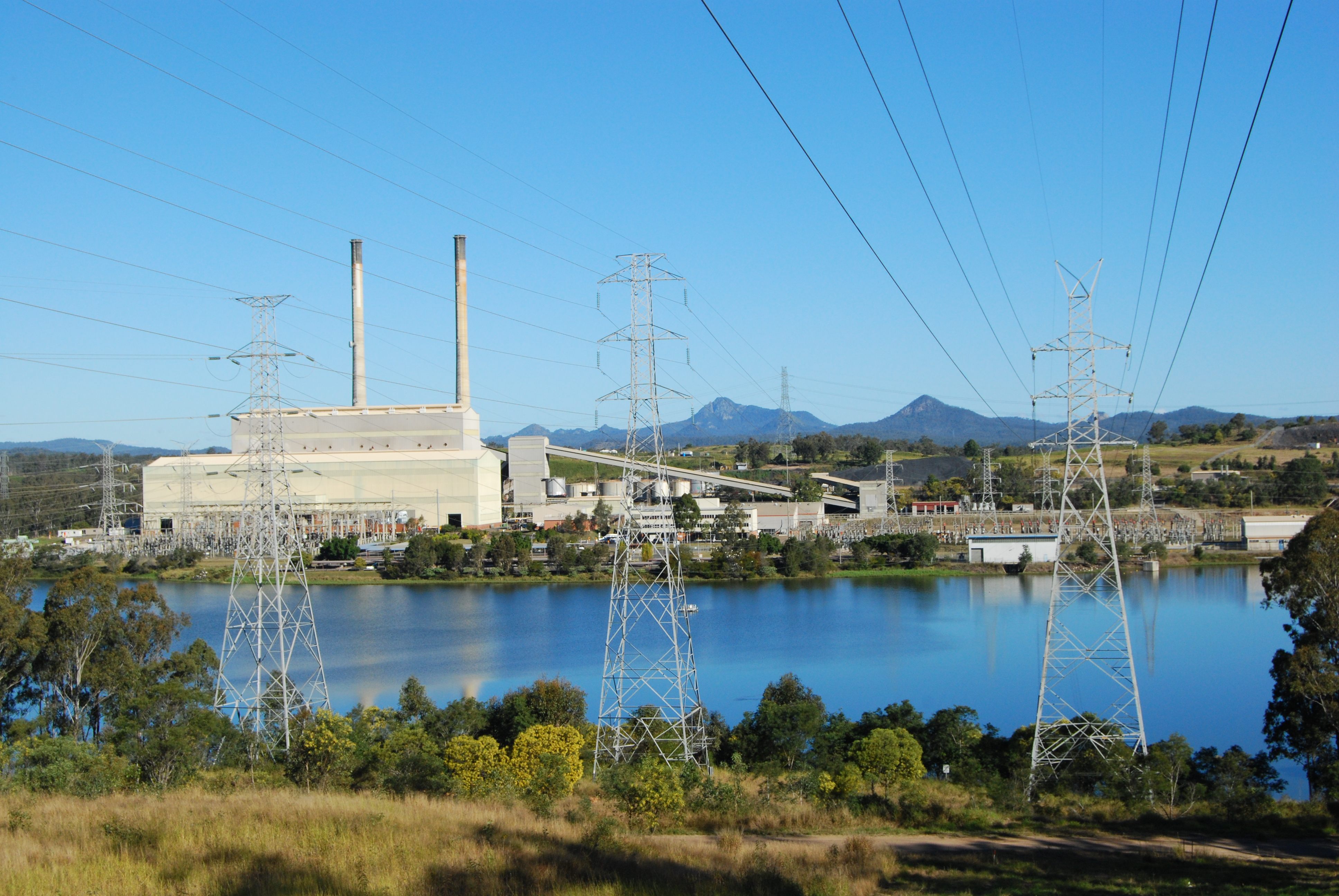
La estación eléctrica de Swanbank provee electricidad al sureste de Queensland.

Los servicios de agua potable para Ipswich son proveídos por Queensland Urban Utilities. La principal fuente de agua es el Lago Wivenhoe, el cual está conectado a la Red de Aguas del Sureste de Queensland con fuentes secundarias en el Lago Somerset. Ipswich actualmente se encuentra bajo restricciones de agua permanentes.

## Deporte
- AFL: Los Ipswich Eagles juegan en la segunda división de AFL Queensland y Collingwood Park Power juegan en la tercera. Los Ipswich Miners juegan en la competición sub-18 de AFL Queensland. Collingwood Par (Power), Ipswich Central (Cats) y Springfield Lakes juegan en la competición junior de AFL Brisbane Juniors.
- El Club de Golf Brookwater, diseñado por Greg Norman, está ubicado en Springfield.
- En el Willowbank Raceway se llevan a cabo carreras de derrape todos los años, las cuales están abiertas tanto para pilotos profesionales como para pilotos amateur, incluyendo un número de carreras destinadas a introducir al deporte a novatos.
- Fútbol: Los Ipswich Knights juegan en la Brisbane Premier League. Para el 2013, un nuevo equipo, el Western Pride, juega en la recientemente formada National Premier League (NPL). Otros equipos que juegan en Ipswich incluyen a los Ipswich City Bulls y el Western Spirit.
- Fútbol Americano: Los Ipswich Cougars juegan en la liga Gridiron Queensland y han sido uno de los equipos más dominantes desde el lanzamiento del deporte en Queensland.
- Hockey es un importante deporte en la ciudad y es jugado en las instalaciones en la calle Briggs sobre césped sintético.
- Rugby League: Los Ipswich Jets juegan en la Queensland Cup, FOGS y FOGS Colts. Los Ipswich Diggers son los equipos junior del lugar que juegan contra todas las otras regiones de QLD en las Copas Estatales Mal Meninga & Cyril Connell. Ipswich también tiene una importante liga local con cuatro niveles de adultos y todos los niveles de juveniles (varias divisiones). Los clubes incluyen West End Bulldogs, Brothers, Swifts, Goodna Eagles, Springfield, Norths Tigers, Laidley Lions, Fassifern Bombers, Redbank Bears, Lowood Stags, Twin Rivers, Rosewood Roosters y Brisbane Valley.
- Rugby Union: Los Ipswich Rangers juegan en la competición Brisbane Suburban Rugby, la cual incluye 3–4 grados, entre ellos los Colts. Los Rangers juniors compiten en el torneo Brisbane Junior Rugby.
- La carrera de los V8 Supercars compiten todos los años en el Queensland Raceway en Willowbank a mediados de julio.

## Educación

### Educación terciaria
- Auto Trade College, Bundamba
- Bremer Institute of TAFE, Ipswich, Bundamba, Sprinfield Lakes, y Goodna
- University of Queensland, Ipswich
- University of Southern Queensland, Springfield

### Escuelas secundarias
Ipswich cuenta con un número importante de escuelas secundarias, entre ellas las siguientes:
- Bremer State High School
- Bundamba State Secondary College
- Ipswich Girls' Grammar School, fundada en 1892
- Ipswich Grammar School, fundada en 1863, la primera escuela abierta como resultado de la Ley de Escuelas de Gramática de 1860
- Ipswich State High School
- Redbank Plains State High School
- Rosewood State High School
- Saint Edmund's College
- Saint Mary's College
- St Augustine's College Springfield
- St Peter Claver College
- West Moreton Anglican College, Karrabin
- Westside Christian College
- Woodcrest State College

### Escuelas primarias
Algunas de las escuelas primarias de Ipswich incluye:
- Amberley District State Primary School (en reemplazo de Amberley State Primary School)
- Blair State Primary School
- Brassall State Primary School
- Bundamba State Primary School
- Camira State School
- Central State Primary School
- Churchill State Primary School
- Collingwood Park State School
- East Ipswich State Primary School
- Goodna State School fundada en 1870.
- Ipswich State School
- Karalee State Primary School
- North Ipswich State Primary School
- Redbank Plains State School
- Redbank State Primary School
- Riverview State School
- Sacred Heart Primary School
- Silkstone State School
- Springfield Lakes State School
- St Marys Primary school
- St Josephs Primary School
- Tivoli State Primary School
- West Ipswich State Primary School
- Woodlink State School

## Celebridades
- Ashleigh Barty nació aquí.

## Eventos

### Ipswich Show
El primer Ipswich Annual Show de Ipswich se llevó a cabo el 2 de abril de 1873 organizado por la Sociedad Pastoral y Agrícola de Queensland. Ha habido shows organizados por la Sociedad Agrícola y Hortícola de Ipswich y West Moreton desde 1868. Originalmente llevado a cabo en los huertos de ventas en la Calle Lobb en Churchill, el show fue trasladado a su ubicación actual en el Ipswich Showgrounds en 1877.

### Festival Goodna Jacaranda
Este festival se ha llevado a cabo todos los años en Goodna (Eva Marginson Sportsground) desde 1968, y más de 10 000 personas asisten al evento de tres días. El festival incluyen una competencia de talentos, una competencia de grupos musicales escolares, entretenimiento en vivo, al igual que las atracciones comunes de un festival.
Desde 2009 el festival ha tenido su propio sitio web, y desde 2010 tiene presencia en Facebook.

### Ipswich Festival
El Ipswich Festival es un festival multidisciplinario celebrado todos los años que promueve y alberga una atmósfera familiar. El Ipswich Festival presenta la herencia cultural de la ciudad y los talentos emergentes con un programa de Grupos en vivo, conciertos, exhibiciones de arte, fuegos artificiales, teatro, jazz, celebraciones multiculturales, y otros.
El festival dura dos semanas al final de abril hasta principios de mayo y la mayoría de los eventos son gratuitos.